# Ludvik Gyergyek
Prof. dr. Ludvik Gyergyek [giergiek], slovenski kibernetik, * 2. september 1922, Vidonci, † 22. december 2003, Ljubljana.
Predaval je na Fakulteti za elektrotehniko in računalništvo v Ljubljani. Bil je član SAZU (izredni 1981, redni 1987) in zaslužni profesor Univerze v Ljubljani (1992) ter častni doktor univerz v Budimpešti in Mariboru. Je utemeljitelj študija avtomatike v Sloveniji, ukvarjal se je s kibernetiko, teorijo informacij, prenosom signalov in z biokibernetiko, nazadnje pa z matematično lingvistiko. Raziskoval je srednjo vrednost informacije na črko slovenske abecede ter statistične lastnosti slovenskega pisanega besedila, še posebej pa ga je zanimalo samodejno razpoznavanje vzorcev, npr. pisanih črk in prstnih odtisov. Je pionir samodejnih razpoznavalnikov in sintetizatorjev slovenskega govora.

## Nagrade
- 1965 nagrada sklada Borisa Kidriča za delo Analogni računalnik za sintezo linearnih električnih vezij v časovnem prostoru in še štirikrat skupaj s sodelavci
- 1987 Kidričeva nagrada za življenjsko delo na področju sistemske teorije in kibernetike.
- plaketa Université Libre de Bruxelles
- Vidmarjeva nagrada Fakultete za elektrotehniko Univerze v Ljubljani
- red zaslug za narod s srebrnimi žarki
- red dela z rdečo zastavo